# Berg (Oslo)
 For alternative betydninger, se Berg. (Se også artikler, som begynder med Berg)
Berg er et boligområde i bydelen Nordre Aker i Oslo vest. Det grænser op til områderne Nordberg mod nord, Tåsen mod øst og Ullevål Hageby i sydvest. Berg har navn efter Berg gård, som ligger på et højdedrag ud mod Ullevaal Stadion.
Berg er i hovedsageligt et villaområde, desuden findes Berg videregående skole, Tåsenhjemmet, samt Berg Station på Sognsvannsbanen. I området mellem Berg gård og Berg videregående skole findes en lille bøgeskov.
Større dele af villaområdet i Berg blev bygget i omkring 1930, og bærer præg af en til dels funktionalistisk stil, men også af en slags nybarok eller jugendaktig panelarkitektur med saddeltag. Boligområdet blev udbygget efter at Akersbanerne sammen med Aker kommune i årene omkring 1920 havde foretaget store grundopkøb i Sogn, men også i nærområderne Tåsen, Nordberg og Haugerud, i forbindelse med planlægning og udvikling af det man kaldte for Sogn haveby. Nogle år senere udstykkede og solgte A/S Akersbanene grundene til finansiering af Sognsvannsbanen.